# Christian Lasalle
Pas d'image ? Cliquez ici

a Compétitions nationales et continentales officielles uniquement.

Christian Lasalle, né le 3 juin 1930 à Lavelanet (Ariège), est un joueur français de rugby à XIII des années 1940 et 1950 évoluant au poste d'ailier.

## Biographie
Originaire de Lavelanet en Ariège, C. Lasalle pratique l'athlétisme (champion des Pyrénées junior sur le 100 m) et le rugby à XIII jeune et intègre l'A.S. Carcassonne dans l'Aude. Il est international français junior en 1949-1950 de rugby à XIII, puis fait du rugby à XV au sein de la faculté de droit de Toulouse pour devenir champion de France universitaire en 1951, avant de revenir à l'A.S. Carcassonne. Avec ce dernier, il remporte des titres nationaux tels que le Championnat de France en 1952 et 1953.

## Palmarès
- Collectif :
  - Vainqueur du Championnat de France : 1952 et 1953 (Carcassonne).
  - Vainqueur de la Coupe de France : 1951 et 1952 (Carcassonne).

### Statistiques
| Saison    | Saison         | Championnat           | Championnat | Coupe           | Coupe      |
| Saison    | Saison         | Comp.                 | Class.      | Comp.           | Class.     |
| --------- | -------------- | --------------------- | ----------- | --------------- | ---------- |
| 1950-1951 | AS Carcassonne | Championnat de France | 1/2 finale  | Coupe de France | Vainqueur  |
| 1951-1952 | AS Carcassonne | Championnat de France | Champion    | Coupe de France | Vainqueur  |
| 1952-1953 | AS Carcassonne | Championnat de France | Champion    | Coupe de France | 1/4 finale |
| 1953-1954 | AS Carcassonne | Championnat de France | 7e          | Coupe de France | 1/4 finale |